# Judah Friedlander
Pour les articles homonymes, voir Friedlander.
Judah Friedlander, né le 16 mars 1969 à Gaithersburg (Maryland) est un acteur américain.

## Carrière
Friedlander a commencé sa carrière dans le show-business en tant que responsable de l'ambiance sonore du court-métrage Who Is Chris Rock avant, de devenir, dix ans plus tard, acteur dans des productions telles que LateLine et de nombreuses comédies comme Mon beau-père et moi (Meet the Parents) et Zoolander, aux côtés de Ben Stiller pour ces deux films.
En 2003, il joue dans American Splendor, en tant que Toby Radloff, ce qui est pour le moment son plus notable rôle au cinéma.
À la télévision, il est l'un des personnages principaux de la série 30 Rock dans laquelle il interprète Frank Rossitano, un des scénaristes de TGS with Tracy Jordan, faisant référence au Saturday Night Live. Dans chaque épisode, Friedlander apparaît avec un couvre-chef avec un slogan à chaque fois différent, qu'il conçoit lui-même.
Par ailleurs, dans de nombreux rôles à la télévision, il apparaît avec ces couvre-chefs et notamment, avec de grandes lunettes et d'apparence négligée.
Son premier Netflix special, America is the Greatest Country in the United States (2017), rassemble une série de sketches et "crowd work", pour la plupart aillant eu lieu au Comedy Cellar du Greenwich Village à New York.

## Filmographie

### Cinéma
- 2000 : Endsville
- 2000 : Mon beau-père et moi (Meet the Parents)
- 2001 : Wet Hot American Summer
- 2001 : Zoolander
- 2001 : Étudiants en herbe (How High)
- 2002 : Showtime
- 2003 : The Trade
- 2003 : Bad Meat
- 2003 : American Splendor : Toby Radloff (en)
- 2003 : The Janitor
- 2004 : Polly et moi (Along Come Polly)
- 2004 : Starsky et Hutch
- 2005 : Duane Hopwood
- 2005 : Southern Belles
- 2005 : Pizza
- 2006 : The Darwin Awards
- 2006 : Sexy Movie
- 2006 : Live Free or Die
- 2006 : The Cassidy Kids
- 2006 : Full Grown Men
- 2007 : Chapitre 27
- 2008 : Cabin Fever: Spring Fever
- 2008 : Starship Dave
- 2008 : The Wrestler
- 2013 : Epic : La Bataille du royaume secret : Larry
- 2015 : Star Wars, épisode VII : Le Réveil de la Force : un homme dans la taverne de Maz (caméo)
- 2019 : Un secret bien gardé (Can You Keep A Secret ?) de Elise Duran : Mick

### Télévision
- 1999 : LateLine
- 2000 : The Beat
- 2000 : Spin City
- 2001 : Spring Break Lawyer
- 2004 : Larry et son nombril (Curb Your Enthusiasm)
- 2005 : Cheap Seats: Without Ron Parker
- 2005 : Sunday Pants (voix)
- 2006 : Wonder Showzen
- 2006-2013 : 30 Rock

## Distinctions

### Nominations
- Independent Spirit Awards 2004 : meilleur acteur secondaire American Splendor